# Aulacigaster pappi
Aulacigaster pappi is een vliegensoort uit de familie van de Aulacigastridae. De wetenschappelijke naam van de soort is voor het eerst geldig gepubliceerd in 2001 door Kassebeer.